# Permesso di soggiorno in Italia
Il permesso di soggiorno in Italia è un'autorizzazione rilasciata dalla Polizia di Stato, che deve essere richiesta dai soggetti extracomunitari per poter soggiornare nel paese per più di otto giorni, oppure di novanta giorni se in possesso di visto d'ingresso per motivi di turismo. Non è richiesto per i cittadini di altri Stati membri dell’Unione europea, secondo le regole della cittadinanza europea.
Esso è disciplinato dal d.lgs. 25 luglio 1998 n. 286 e dal relativo regolamento di attuazione di cui al D.P.R. n. 179 del 14 settembre 2011.

## Durata
Il permesso di soggiorno deve essere richiesto entro otto giorni lavorativi dall'ingresso in Italia dello straniero. La durata del permesso di soggiorno è differente a seconda delle motivazioni del soggiorno; può avere anche una durata illimitata nel caso di permesso per elezione di domicilio in Italia, ottenibile dimostrando di avere una fonte di reddito costante e sufficiente per poter vivere confortevolmente in Italia, ad esempio una pensione o rilevanti proprietà immobiliari.
La durata limitata è prevista per le seguenti tipologie:
- motivi di lavoro subordinato, la durata è quella del relativo contratto di lavoro (che dal 2002, per effetto della legge Bossi-Fini, assume la denominazione di contratto di soggiorno), con un massimo di due anni, rinnovabile sino a che lo straniero conserva quello o un altro lavoro (con un massimo di sei mesi di stato di disoccupazione);
- motivi di lavoro stagionale, la durata varia dai venti giorni ai nove mesi (a seconda del tipo di lavoro svolto);
- svolgimento di un lavoro autonomo ha durata di due anni;
- ricongiungimento familiare ha la durata di due anni se il familiare a cui ci si ricongiunge ha un permesso biennale, altrimenti la minore durata del permesso del familiare fonte di sostentamento;
- per finalità di studio o formazione può avere durata fino ad un anno.

## Rilascio
Secondo la legislazione italiana il permesso va richiesto all'Ufficio immigrazione della questura della provincia italiana nella quale lo  straniero abbia residenza. Presso il citato ufficio, il funzionario ottempera all'obbligo di rilevamento delle impronte digitali del richiedente, eseguendo i rilievi foto-dattiloscopici previsti dalla legge. L’ufficio rilascia, inoltre, una copia della richiesta, sulla quale è apposto un timbro con l’indicazione della data e il giorno in cui si potrà ritirare il permesso di soggiorno; fino a tale avvenimento, la regolarità del soggiorno è attestata dalla ricevuta della domanda, che andrà esibita alla questura di residenza nel momento del ritiro del documento.

## Motivi di rilascio
Possono essere presentate presso gli uffici postali le seguenti tipologie di permessi-carte di soggiorno:
- Permesso di soggiorno per Adozione;
- Permesso di soggiorno per Affidamento;
- Aggiornamento della Carta o del permesso di soggiorno;
- Permesso di soggiorno per Attesa occupazione;
- Permesso di soggiorno per Attesa riacquisto cittadinanza;
- Permesso di soggiorno per Asilo politico rinnovo;
- Carta di soggiorno per stranieri;
- Conversione permesso di soggiorno;
- Duplicato della carta o permesso di soggiorno;
- Permesso di soggiorno per motivi familiari;
- Permesso di soggiorno per lavoro autonomo;
- Permesso di soggiorno per lavoro subordinato;
- Permesso di soggiorno per Ricerca scientifica;
- Permesso di soggiorno per Studio;
- Permesso di soggiorno per Tirocinio formazione professionale;
- Permesso di soggiorno per Turismo.
- Permesso di soggiorno UE per soggiornanti di lungo periodo[5][6]

## Rinnovo
Il permesso di soggiorno in scadenza deve essere rinnovato, con apposita richiesta, almeno 60 giorni prima della stessa. La validità del permesso di soggiorno è la stessa del visto d'ingresso, ma può essere rinnovato. In ogni caso attualmente (dopo l'entrata in vigore della legge Bossi-Fini nel 2002) il permesso ha la durata massima di due anni ed è legata alla sussistenza di un contratto di lavoro subordinato (tanto che si definisce anche contratto di soggiorno) o per lavoro autonomo; permessi di un anno o di durata inferiore possono essere rilasciati per studio, tirocinio formativo, malattia, gravidanza, disoccupazione, ecc.

## Motivi ostativi al rilascio
Se il soggetto richiedente ha dei precedenti penali, per determinati delitti stabiliti dalla legge e ritenuti particolarmente gravi o connessi alla richiesta del permesso stesso (quali ad esempio omicidi, traffico di droga o di esseri umani), esso può non essere rilasciato. Così pure se perde il lavoro o ultima gli studi per cui il permesso era stato rilasciato (salva la possibilità di rilascio di un permesso breve per disoccupazione e ricerca lavoro).

## Casi di esenzione
Qualora lo straniero sia in Italia per motivi di turismo, visite o affari, per soggiorni inferiori ai tre mesi è esentato dal richiedere tale documento.